# 翟
翟（てき、たく、ざい）は、漢姓のひとつ。『百家姓』では292番目の名字である。2020年の中華人民共和国の統計では人数順の上位100姓に入っておらず、台湾の2018年の統計でも196番目に多い姓で、2,243人がいる。

## 著名な人物
- 翟方進 - 前漢の政治家。
- 翟酺 - 後漢の官僚・学者。
- 翟遼 - 五胡十六国時代の翟魏の初代天王。
- 翟譲 - 隋末の民衆叛乱の指導者。
- 翟志剛 - 中華人民共和国の宇宙飛行士。